# Гай Сервилий Структ Агала (военный трибун)
Гай Сервилий Структ Агала (лат. Gaius Servilius Structus Ahala; V век до н. э.) — римский политический деятель из патрицианского рода Сервилиев, военный трибун с консульской властью в 408, 407 и 402 годах до н. э.

## Биография
В 408 году до н. э. коллегами Гая Сервилия по трибунату были Публий Корнелий Рутил Косс и Гай Юлий Юл. Перед лицом военных приготовлений вольсков и эквов сенат назначил диктатора, несмотря на противодействие Юлия и Корнелия. Гай Сервилий стал начальником конницы, а после лёгкой победы в войне был переизбран на пост военного трибуна.
В 407 году до н. э. у Гая Сервилия было трое коллег. Главным событием этого трибуната стало взятие вольсками Верругины, которой трибуны не оказали своевременную помощь. В следующем году Гай Сервилий воевал с вольсками в качестве легата под началом трибуна Нумерия Фабия Амбуста. Возглавляемые им четыре когорты сыграли решающую роль при взятии города Анксур.
Во время третьего трибуната (402 год до н. э.) у Сервилия было пятеро коллег. В этом году вольски взяли Анксур, а под Вейями шли бои как с вейцами, так и с капенцами и фалисками, но имя Сервилия в связи с этими событиями не упоминается.
Антиковед Фридрих Мюнцер уверен, что подробности, которые сообщает о Гае Сервилии Тит Ливий, включая участие в войне с вольсками, — вымысел анналистов.